# از جهنم (فیلم)
از جهنم (به انگلیسی: From Hell)، نام یک فیلم جنایی-ترسناک به کارگردانی برادران هیوز محصول سال ۲۰۰۱ ایالات متحدهٔ آمریکاست که بر اساس کمیکی به همین نام از آلن مور ساخته شده است. از بازیگران این فیلم می‌توان به جانی دپ و هِدِر گراهام اشاره کرد.

## خلاصهٔ داستان
فیلم با این جملات آغاز می‌شود: «یک روز انسان به گذشته نگاه می کنه و میگه من در قرن بیستم به دنیا اومدم…»
در سال ۱۸۸۸، قاتل بی‌رحم و خونسردی در شرق لندن، دست به قتل سریالی زنان بدکارهٔ خیابانی می‌زند؛ و جسد آن‌ها را بعد از درآوردن بعضی از اندام داخلی بدنشان در نقاطی که از قبل برای خود مشخص کرده است رها می‌کند. «فردریک اَبِرلاین (جانی دپ)، یکی از کارآگاه‌های پلیس انگلیس که به شیوه‌ای شهودی و از طریق دیدن رؤیا و خواب می‌تواند وقوع برخی حوادث را تاحدی پیش‌بینی کند، با کمک رئیس پلیس، «پیتر گادلی»، مأمور پی‌گیری پرونده می‌شود. در ابتدا گمان می‌رود که قاتل یا قاتلین از خلافکاران و باجگیرانی هستند که از فاحشه‌ها اخاذی می‌کنند اما اَبرلاین در پیگیری قتل‌ها به برخی از مسائل مربوط به شاهزاده ادوارد وارث تاج و تخت، لژهای فراماسونری، ملکه ویکتوریا و… برخورد می‌کند. وی در نتیجه مشاوره با پزشک جراح خانواده سلطنتی و تحقیقات مختلف پی می‌برد که:قاتل مطمئناً از علم تشریح سر رشته داشته و معتقد به یک سری از اسطوره‌ها و آموزه‌های خرافی است و قربانیان وی یک دستهٔ شش نفره از فاحشه‌هایی هستند که…

## بازیگران
- جانی دپ در نقش فردریک ابرلاین کارآگاه پلیس
- هدر گراهام در نقش مری کلی، فاحشه مو قرمز
- ایان هولم به عنوان سر ویلیام گل، نجیب‌زاده و جراح بازنشسته و پزشک عادی ملکه ویکتوریا
- رابی کالتران در نقش گروهبان پیتر گودلی
- جیسون فلمینگ در نقش نتلی، درشکه‌چی و دست نشاندهٔ قاتل
- سامانتا اسپیرو در نقش مارتا، اولین قربانی
- آنابل آپشن در نقش پولی نیکولز، قربانی دوم.
- کاترین کاتریج در نقش آنی چپمن، روسپی و سومین قربانی ساده لوح
- سوزان لینچ در نقش لیز، قربانی چهارم
- لسلی شارپ در نقش کیت، یک روسپی مادر و قربانی پنجم.
- استل شورنیک در نقش آدا، دوست قدیمی لیز از بروکسل و قربانی ششم.
- پل ریس به عنوان دکتر فرال، دکتر جوان بلند پرواز و متخصص درمان زوال عقل
- وینسنت فرانکلین در نقش جورج لاسک، رئیس کمیتهٔ هوشیاری محلی (لژ فراماسونری)
- ایان مکنیس در نقش رابرت، پزشک قانونی
- دیوید اسکوفیلد (هنرپیشه) در نقش مک کوئین
- سوفیا مایلز در نقش ویکتوریا اَبرلاین، همسر سابق فردریک ابرلاین
- جوانا پیج در نقش کلاه‌بردار، دوست مری کلی که ربوده شد